# 圣嘉禄堂 (维也纳)
圣嘉禄·鮑榮茂堂（德语：Rektoratskirche St.Karl Borromäus）通常被称为圣嘉禄堂（德语：Karlskirche；英语：St. Charles Church），是一座巴洛克式教堂，位于奥地利首都维也纳卡尔广场的南侧。 该教堂被广泛认为是维也纳最杰出的巴洛克式教堂，也是该市最伟大的建筑之一。该教堂供奉圣嘉禄·鮑榮茂（St. Karl Borromäus），他是十六世纪伟大的反宗教改革者之一。
教堂位于内城区（Innere Stadt）的边缘，距离戒指路（Ringstraße）大约200米，该教堂有个椭圆穹顶。

## 历史
1713年，也就是最后一次大瘟疫流行一年后，神圣罗马帝国皇帝查理六世承诺为他的同名主保圣人圣嘉禄·鮑榮茂建造一座教堂，他被尊为瘟疫患者的治疗师。在教堂的建筑设计竞赛中，约翰·伯恩哈德·费舍尔·冯·埃拉赫（Johann Bernhard Fischer von Erlach）获胜，参赛者还包括Ferdinando Galli-Bibiena和Johann Lukas von Hildebrandt。在安东-厄尔哈德-马尔提耐里（Anton Erhard Martinelli）的监管下，教堂建设于1716年开始。在原设计师费舍尔1723年去世后，他的儿子约瑟夫·伊曼纽尔·菲舍尔·冯·埃拉赫Joseph Emanuel Fischer von Erlach于1737年使用部分改变的设计完成了建设。
作为历史建筑的创造者，年长的费舍尔使用了最多元化的元素。中心的门面通往门廊，与希腊神庙门廊相对应。由洛伦佐·马蒂利（Lorenzo Mattielli）设计的立于门面两边的大柱形似罗马的图拉真柱trajan’s column。除此之外，还有两个塔楼延伸出来，展示了罗马巴洛克（贝尔尼尼Bernini和博罗米尼Borromini）的影响。在入口上方，一个圆顶从一个高鼓上方升起，小费舍尔J.E. Fischer在此做了缩短和改变。
教堂旁边是医院墓地Spitaler Gottesacker（已不存在，现在是维也纳科技大学）。作曲家安东尼奥-维瓦尔第Antonio Vivaldi于1741年7月28日在维也纳去世，并于当天被埋葬在那里，但随着时间的推移，他的坟墓已无处可寻。为了纪念他，教会定期举办维瓦尔第音乐会。
海德维格-凯斯勒Hedwig Kiesler（时年19岁），也就是后来的美国电影演员和发明家海迪-拉玛尔Hedy Lamarr于1933年8月10日在这座精致教堂的小教堂里与弗里德里希-曼德尔Friedrich Mandl（时年32岁）结婚。凯斯勒Kiesler在200多名知名嘉宾的注目下，穿着 “黑白相间的印花连衣裙”并带有“一束白色的兰花”。
自20世纪80年代后期卡尔斯广场作为一个整体被修复以来，教堂因其圆顶和两边的浮雕柱而闻名，以及它作为附近的金色大厅Musikverein和维也纳科技大学建筑群平衡的角色。教堂由一个宗教团体和红星十字架骑士the Knights of the Cross with the Red Star维护，长期以来一直是维也纳科技大学天主教学生部的教区教堂和教座所在。

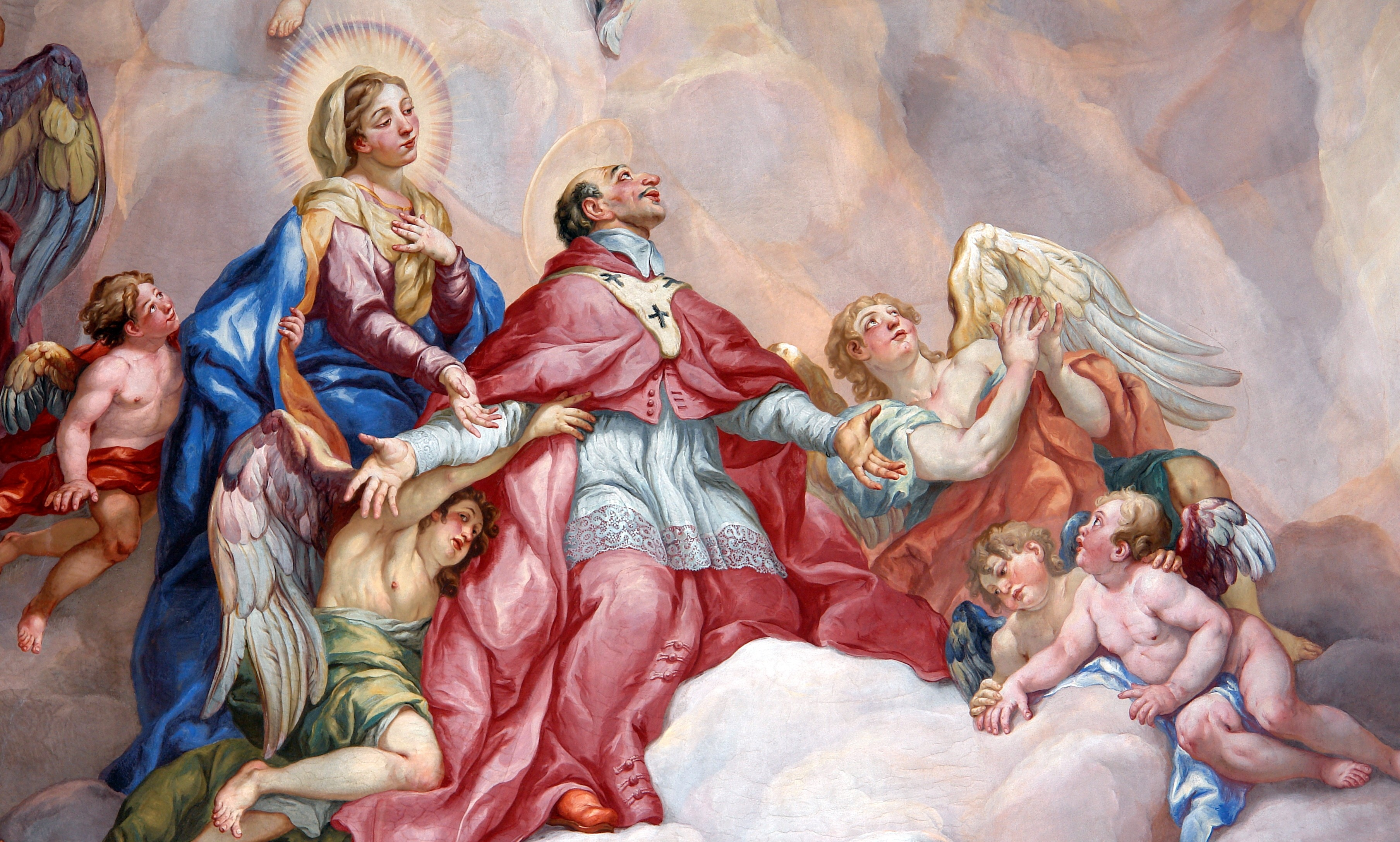
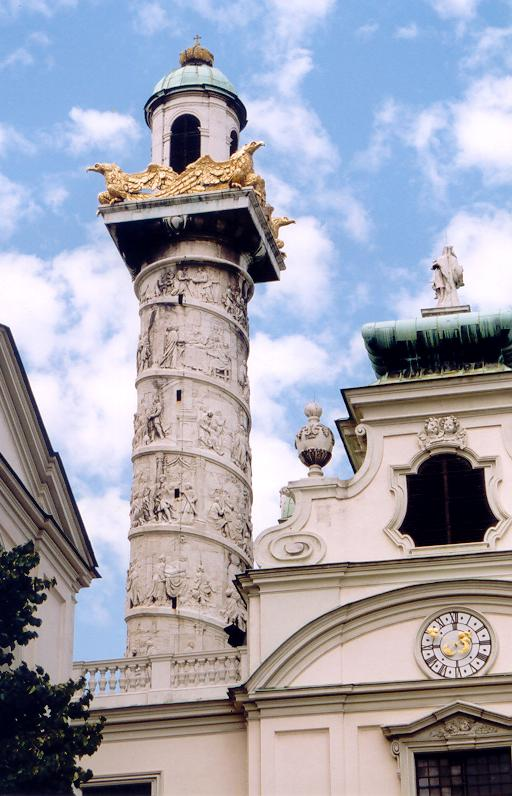
圆柱
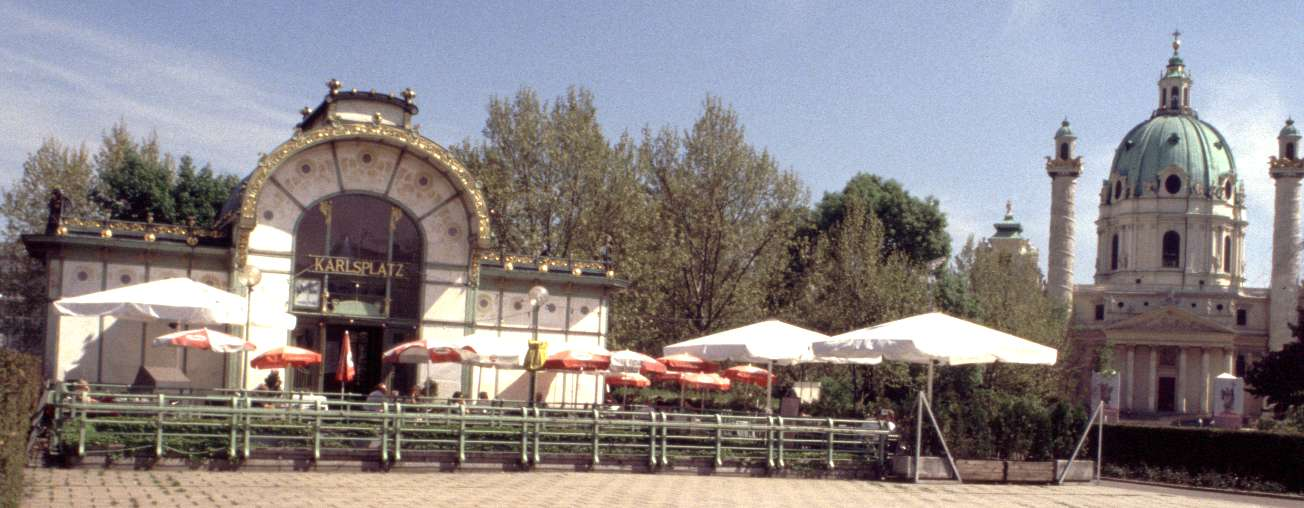
教堂与火车站

这座教堂由修会管理，长期作为本堂区圣堂以及维也纳技术大学天主教学生牧職的所在地。